# Rue de la Bastille
Rue de la Bastille je ulice v Paříži v historické čtvrti Marais. Nachází se ve 4. obvodu. Název ulice upomíná na blízkost bývalé pevnosti Bastila.

## Poloha
Ulice vede od křižovatky s Rue des Tournelles a končí na křižovatce s Boulevard Beaumarchais a Place de la Bastille.

## Historie
Po zrušení průchodu vnitřkem Bastily na začátku 15. století byla východní část Rue Saint-Antoine odkloněna k nové bráně severně od pevnosti, aby se udržel provoz mezi vnitřkem města a předměstím. Tato otočka na Rue Saint-Antoine k obejití pevnosti odpovídá současné Rue de la Bastille. Demolice Bastily roku 1789 znamenala rozšíření části Rue Saint-Antoine při jejím ústí na Place de la Bastille. Toto rozšíření zaniklo při výstavbě bloku domů v roce 1877. Úsek, který prochází jižně od těchto budov, je součástí Rue Saint-Antoine, krátká ulice vedoucí severně se nazývá Rue de la Bastille.

## Zajímavé objekty
- dům č. 6: pivnice Bofinger založená roku 1864. Její vybavení se nezměnilo od počátku 20. století.